# هضبة علية
هضبة علية؛ أحد هضاب منطقة الرياض وسط المملكة العربية السعودية.

## الوصف
هي هضبة شامخة ذات حواف قائمة تحيط بها أودية سحيقة وشعاب زادت من وعورة سطحها، ومنها وادي وثيلان وهي ذات منعة ساعدت على حماية الأحياء البرية، وبها غار الإمام تركي آل سعود الذي لجأ إليه بعد سقوط الدرعية، ويصل ارتفاع إحدى قممها إلى 1.170 متر فوق سطح البحر في قمة جبل فريدة شنة، وهي جزء من جبال طويق وتحوي الكثير من المظاهر الجيومورفولوجية التي شكلتها المياه، مثل: القلات والكهوف والحواف الصخرية القائمة والجبال المنفردة، ويمكن الوصول إليها عبر عدد من الأودية تنحدر شرقًا، أهمها وأجملها وادي ماوان، هذه الهضبة مناسبة لرياضة تسلق الجبال والاستكشاف خصوصًا في المواسم المعتدلة.